# 大井川鉄道スロニ200形客車
大井川鉄道スロニ200形客車（おおいがわてつどうスロニ200がたきゃくしゃ）は、大井川鉄道（現・大井川鐵道）が井川線向けに導入した客車。

## 概要
中部電力の専用線から大井川鉄道（現・大井川鐵道）井川線に変わってから初の新型車で、観光鉄道として本格的に急増する登山客を受け入れる目的で製造された。1961年（昭和36年）に日本車輌製造でcトキ200形の台車などの走行機器を利用して、2両（スロニ201・202）が製造され、同年8月4日付で竣工した。なお、スロニ201にはcトキ224のものが、スロニ202にはcトキ225のものが利用された。
本形式の特徴は、一方の車端部が荷物室になっていることで、この部分はステンレス無塗装の外板なので識別は容易である。スロニ201の井川方、スロニ202の千頭方が荷物室である。窓は2段窓（バス窓）が並び、車端部は切妻で2枚窓、デッキは2か所にある。この車体構造は、翌1962年（昭和37年）に製造されたスロフ300形以降の井川線客車のベースとなっている。定員は42名で、そのうち座席定員は28名である。また、荷物室の荷重は1.1 tである。
車内はロングシートであるが、荷物室の部分は床も1段高くなっており、この部分には当初は座席は設置されていなかった。もともと展望デッキとして使用されていることが多かったが、近年座席が設置されている。
また、2015年（平成27年）の「きかんしゃトーマス号」運行に伴い、同年6月7日から7月24日の同列車運行日に千頭 - 川根両国間で臨時列車が運行され、その車両にスロニ201+202が使用された。本形式のみの編成の列車はかなり珍しいものであった。

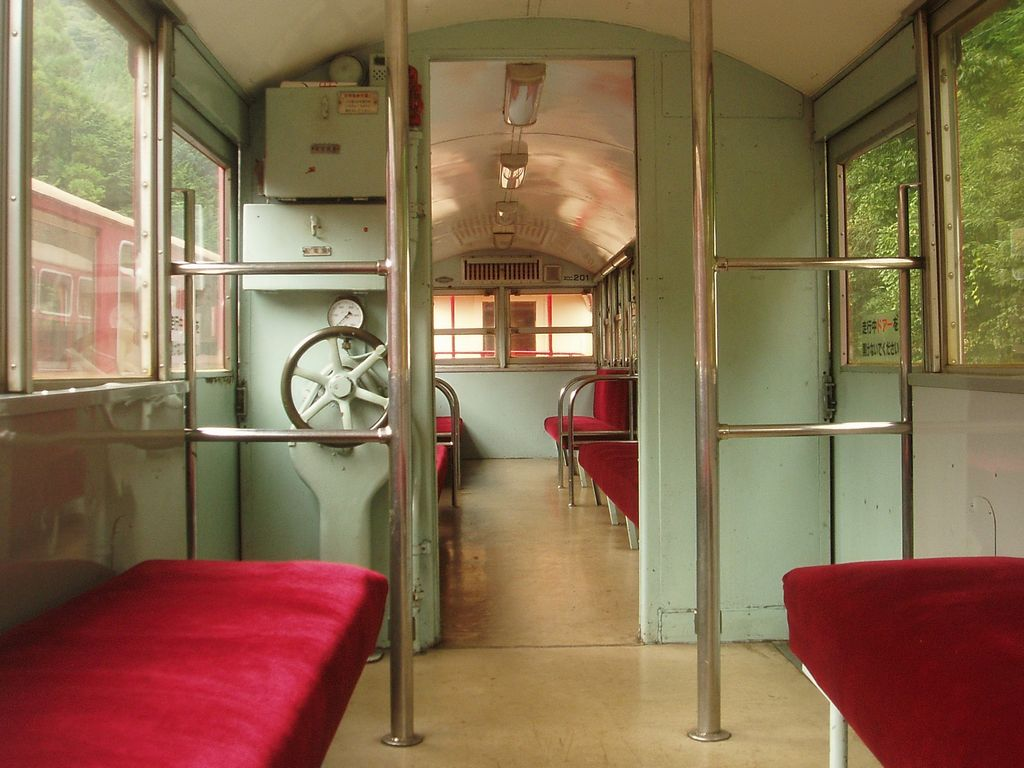
スロニ200形の車内（手前が荷物室）